# Apollonia 6
Pour les articles homonymes, voir Apollonia.

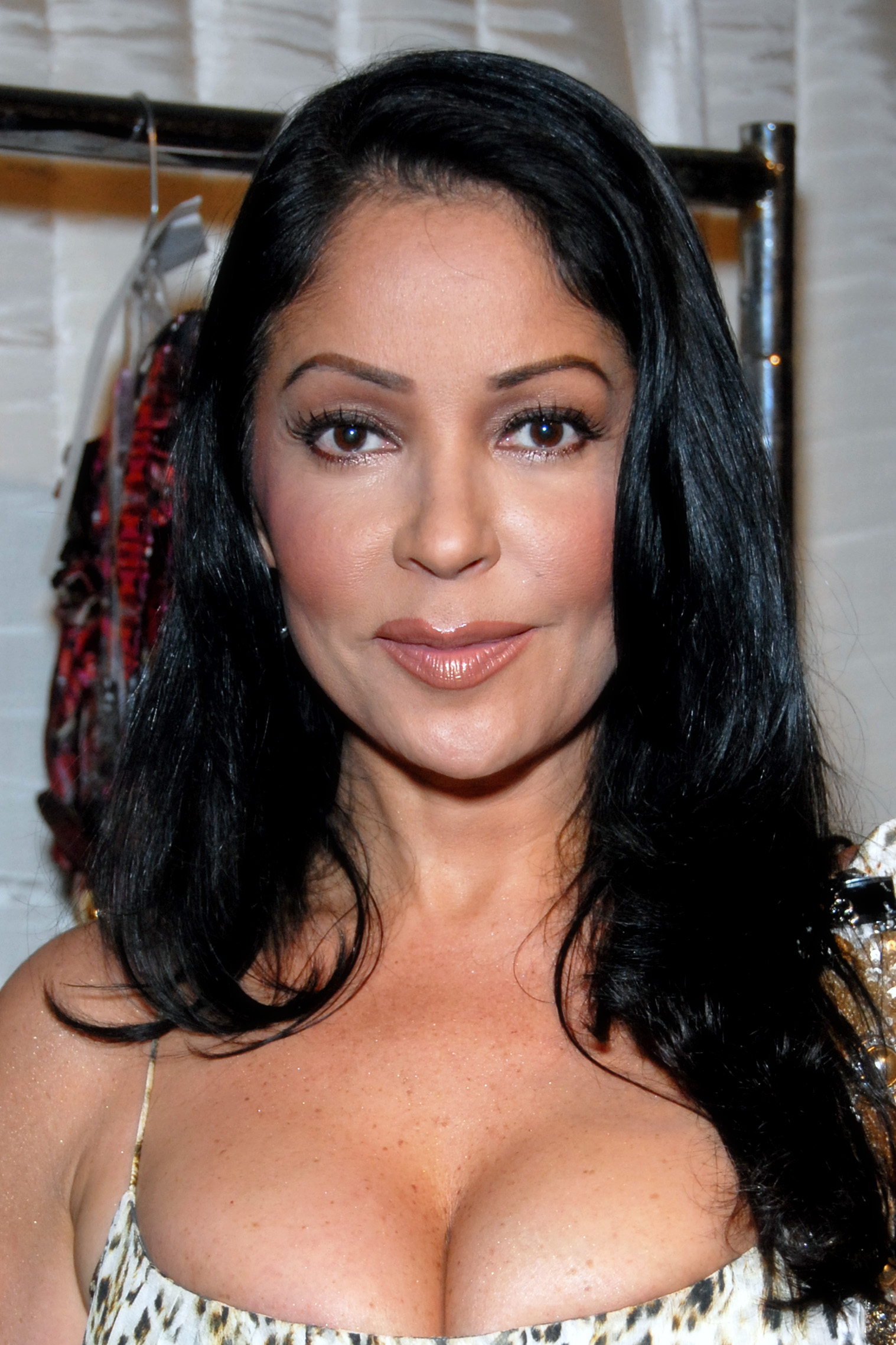
Apollonia Kotero.

Apollonia 6 était un groupe de musique des années 1980 constitué de trois chanteuses. Le groupe a été créé par le chanteur Prince en continuation du groupe Vanity 6.

## Membres
- Patricia Apollonia Kotero
- Brenda Bennett
- Susan Moonsie

## Discographie

### Albums
- 1984 : Apollonia 6

### Singles
- 1984 : Sex Shooter
- 1984 : Blue Limousine